# A Slum Symphony
A Slum Symphony è un film documentario del 2010 diretto da Cristiano Barbarossa.
Il lungometraggio, prodotto dalla Verve Media Company, è incentrato sul sistema di orchestre infantili del Venezuela, ed è stato trasmesso in anteprima su Rai 3.

## Trama
A Slum Symphony è il racconto di come ogni giorno oltre 300.000 bambini dei quartieri più violenti del Venezuela si dedicano alla musica classica attraverso il Sistema di Orchestre Infantili del Venezuela. Per cinque anni, dal 2004 al 2009, cinque di loro sono stati seguiti e filmati dal regista Cristiano Barbarossa in questo progetto sociale fondato dal Maestro José Antonio Abreu che da oltre trenta anni offre a questi ragazzi un'alternativa di vita, togliendo spesso dalle loro mani un'arma per sostituirla con un violoncello o un clarinetto.
Nel film, si alternano le storie di Angelica, che a dieci anni sembrava suonasse il violino da sempre, quella di Wilfrido, che è stato il primo dei protagonisti a ricevere un'ovazione alla Carnegie Hall, quella di Jonathan, che grazie al suo violoncello riesce a sfuggire al destino segnato dalla droga dei suoi fratelli.
Un racconto su una sfida quotidiana: quella di Heidi, Valeria e Fabio che supereranno le insidie della vita dei quartieri più violenti di Caracas, sempre grazie alla musica. Attraverso gli anni, dall'infanzia all'adolescenza, il film mette in evidenza come la musica abbia cambiato le loro vite, dalle prime lezioni ai concerti con Claudio Abbado, Simon Rattle Lorin Maazel e Gustavo Dudamel, protagonisti, insieme ai ragazzi dei barrios venezuelani, del racconto di questo progetto sociale.

## Accoglienza

### Critica
(Alessandra Comazzi, La Stampa)
(Stefano Miliani, L'Unità)

## Riconoscimenti
- 2010 - Roma Fiction Fest
  - Premio sezione TV Factual[3][4]
- 2010 - Festival Castellinaria
  - Premio del pubblico[5]
- 2011 - Premio Flaiano
  - Premio speciale[6]